# Leśnice
Leśnice (kaszb. Lesnice, niem. Lischnitz) – osada kaszubska w Polsce, położona w województwie pomorskim, w powiecie lęborskim, w gminie Nowa Wieś Lęborska, na trasie linii kolejowej Gdańsk – Stargard, z przystankiem Leśnice i w pobliżu drogi krajowej nr 6. Osada w 
2010 roku została sołectwem.
| SIMC    | Nazwa    | Rodzaj     |
| ------- | -------- | ---------- |
| 0748402 | Piaskowa | przysiółek |

W latach 1975–1998 miejscowość administracyjnie należała do województwa słupskiego.

## Zabytki
Według rejestru zabytków NID na listę zabytków wpisany jest dwór, XVIII w., poł. XIX w., nr rej.: A-269 z 12.12.1961. Piętrowy, przebudowany w XIX  w. w stylu klasycystycznym i powiększony o niskie oficyny boczne.